# Dimos Corinth
Dimos Corinth (Corinth) är en kommun i Grekland.   Den ligger i prefekturen Nomós Korinthías och regionen Peloponnesos, i den sydöstra delen av landet, 70 km väster om huvudstaden Aten. Antalet invånare är 58 523.